# Fibragallia mexicana
Fibragallia mexicana är en insektsart som beskrevs av Nielson 1999. Fibragallia mexicana ingår i släktet Fibragallia och familjen dvärgstritar. Inga underarter finns listade i Catalogue of Life.